# 徳島県道154号牛島停車場線
徳島県道154号牛島停車場線（とくしまけんどう154ごう うしのしまていしゃじょうせん）は、徳島県吉野川市を通る一般県道である。

## 概要

### 路線データ
- 起点：徳島県吉野川市鴨島町牛島（JR四国徳島線 牛島駅前、徳島県道235号宮川内牛島停車場線終点）
- 終点：徳島県吉野川市鴨島町上浦（鴨島町上浦交差点、国道192号交点、徳島県道235号宮川内牛島停車場線上）
- 距離：0.953 km[1]

## 歴史
- 1959年（昭和34年）1月31日 - 徳島県道33号牛島停車場線として認定。
- 1972年（昭和47年）3月10日 - 徳島県道154号牛島停車場線として認定。

## 路線状況

### 重複区間
- 徳島県道235号宮川内牛島停車場線（吉野川市鴨島町牛島（起点） - 吉野川市鴨島町上浦・鴨島町上浦交差点（終点））

## 地理

### 通過する自治体
- 徳島県
  - 吉野川市

### 交差する道路
| 交差する道路                                                          | 交差する場所 | 交差する場所            |
| --------------------------------------------------------------------- | ------------ | ----------------------- |
| 徳島県道235号宮川内牛島停車場線 重複区間起点                          | 鴨島町牛島   | 起点                    |
| 国道192号 国道318号 重複 徳島県道235号宮川内牛島停車場線 重複区間終点 | 鴨島町上浦   | 鴨島町上浦交差点 / 終点 |

### 沿線
- JR四国徳島線 牛島駅